# 定州 (西夏)
定州，西夏设置的州。治今宁夏回族自治区平罗县姚伏镇。
唐朝在这里设置定远军城。北宋初年改为定远镇，隶属于灵州。宋太宗至道年间，建为威远军。咸平四年（1001年）被李继迁占据。西夏升定远城置定州。定州属县不详。辖今平罗县、石嘴山市。蒙古帝国沿置，元朝废除定州，并入宁夏府路。